# Municipio de Lake (condado de Huron)
El municipio de Lake (en inglés, Lake Township) es un municipio ubicado en el condado de Huron, Míchigan, Estados Unidos. Según el censo de 2020, tiene una población de 657 habitantes.
Abarca un área mayoritariamente rural.

## Geografía
Está ubicado en las coordenadas 43°59′8″N 83°10′14″O / 43.98556, -83.17056 (43.985576, -83.17047). Según la Oficina del Censo de los Estados Unidos, tiene una superficie total de 233.2 km², de la cual 53.1 km² corresponden a tierra firme y 180.1 km² son agua.

## Demografía
Según el censo de 2020, hay 657 personas residiendo en la zona. La densidad de población es de 12.4 hab./km². El 96.35 % de los habitantes son blancos, el 0.61 % son amerindios, el 0.30 % son asiáticos, el 0.46 % son de otras razas y el 2.28 % son de una mezcla de razas. Del total de la población, el 0.30 % son hispanos o latinos de cualquier raza.

## Gobierno
El municipio está gobernado por una junta integrada por un supervisor y dos administradores (trustees). Hay también un secretario y un tesorero, electos por voto popular.